# Carl-Zeiß-Platz
Der Carl-Zeiß-Platz ist eine Straße sowie ein städtischer Platz in der westlichen Innenstadt von Jena. Häufig tritt die nicht-amtliche Schreibweise Carl-Zeiss-Platz auf.
Das auffälligste gestalterische Element vor Ort ist das Ernst-Abbe-Denkmal in der Mitte des Platzes im engeren Sinne.
Nordöstlich des Platzes beginnt die bauliche Überdeckelung der im Mühltal entspringenden Leutra. Der Bach ist vom Carl-Zeiß-Platz vollständig überbaut.
An der Nordseite schließt sich das historische Areal des Universitätsklinikums an, dessen Kliniken Schritt für Schritt in den Stadtteil Neulobeda abwandern. Die zukünftige Nutzung des Gebäudeensembles ist nicht geklärt, im Sommer 2019 zog hier die ehemals im Volkshaus beheimatete Ernst-Abbe-Bücherei ein. An der nordöstlichen Seite dominiert die Bebauung des ehemaligen Hauptwerks des Unternehmens Carl Zeiss am heutigen Ernst-Abbe-Platz, und die Goethe Galerie hat hier einen ihrer Hauptzugänge.
Die Südseite des Platzes mit dem Optischen Museum und dem Volkshaus, darin die Jenaer Philharmonie, gibt Zeugnis vom geistigen Leben der Stadt. In dieser Umgebung war in der ersten Hälfte des 20. Jahrhunderts der Verlag Eugen Diederichs’ ansässig, heute ein Imprint der Verlagsgruppe Random House. Das Verlagsgebäude wurde 1945 zerstört und später nicht wiederaufgebaut. Der Architekt Karl Timler, ein Mitbegründer des Jenaer Kunstvereins, eröffnete 1884 das Café Westend am Platz, in dessen Nachfolge bis 1993 das Café Kosmos stand.
Die Straße Carl-Zeiß-Platz verbindet Jahnstraße, Bachstraße, Carl-Zeiß-Straße, Lutherstraße und Ernst-Abbe-Straße.